# سانتاهامينا
جزيرة سانتاهامينا (بالفنلندية: Santahamina؛بالسويدية: Sandhamn) جزيرة فنلندية تقع قريبة من مدينة هلسنكي عاصمة فنلندا التي تطل على ضفاف خليج فنلندا . كانت في مامضى معتقل عسكري  وحالياً هي قاعدة عسكرية ومسكن لرجال العسكر مما يجعل الوصول إليها مقيد. تقع فيها جامعة الدفاع الوطني .